# Lužice (stacja kolejowa)
Lužice – stacja kolejowa w miejscowości Lužice, w kraju południowomorawskim, w Czechach. Znajduje się na linii kolejowej Brzecław – Przerów. Znajduje się na wysokości 175 m n.p.m.
Na stacji nie ma możliwości zakupu biletów, a obsługa podróżnych odbywa się w pociągu.

## Linie kolejowe

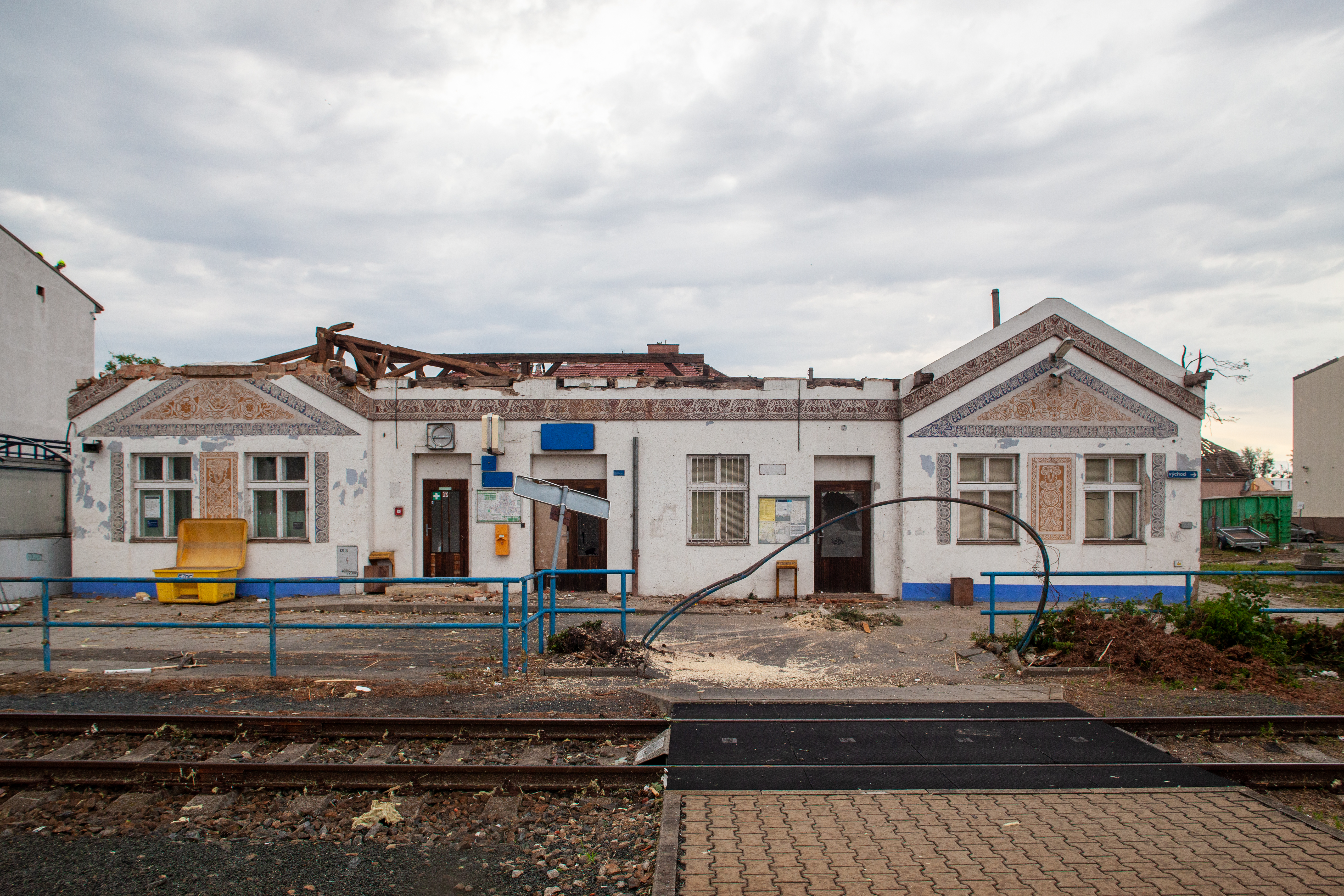
Po tornadu 2021

- 330 Přerov - Břeclav